# Agent Cody Banks
Agent Cody Banks američko-kanadski film iz 2003. o 15-godišnjem dječaku Codyu Banksu koji je u slobodno vrijeme CIA-in tajni agent. Sporedni glumci su bili Hilary Duff, Angie Harmon, Keith David, Ian McShane i Arnold Vosloo. Film je režirao norveški redatelj Harald Zwart. Film je objavljen 14. ožujka 2003. u SADu.

## Uloge
- Frankie Muniz, Cody Banks
- Hilary Duff, Natalie Connors
- Angie Harmon, Ronica Myles
- Keith David, CIA Direktor
- Arnold Vosloo, Francois Molay
- Martin Donovan, Dr. Connors
- Cynthia Stevenson, Mrs. Banks
- Daniel Roebuck, Mr. Banks
- Connor Widdows, Alex Banks
- Darrell Hammond, Earl